# Vieux-Charmont
 Vieux-Charmont  es una población y comuna francesa, en la región de Franco Condado, departamento de Doubs, en el distrito de Montbéliard y cantón de Sochaux-Grand-Charmont.

## Demografía
| 2526 | 2790 | 3167 | 2680 | 2571 | 2509 |
| Para los censos de 1962 a 1999 la población legal corresponde a la población sin duplicidades (Fuente: INSEE [Consultar]) |      |      |      |      |      |

Forma parte de la aglomeración urbana de Montbéliard.